# 全缘叶蓝刺头
全缘叶蓝刺头（学名：Echinops integrifolius）为菊科蓝刺头属的植物。分布于 蒙古、俄罗斯阿尔泰地区以及中国大陆的新疆等地，生长于海拔1,700米至2,100米的地区，多生长在石质旱燥山坡，目前尚未由人工引种栽培。